# Cephaloscyllium circulopullum
Cephaloscyllium circulopullum es una especie de elasmobranquio carcarriniforme de la familia Scyliorhinidae.